# Homeland (Fernsehserie)/Staffel 1
Die erste Staffel der US-amerikanischen Fernsehserie Homeland wurde 2011 erstmals im Fernsehen ausgestrahlt, beim US-Sender Showtime. Der deutsche Sender Sat.1 übernahm 2013 die deutschsprachige Erstausstrahlung.

## Hauptfiguren
- Carrie Mathison: CIA-Agentin
- Saul Berenson: CIA-Abteilungsleiter im Ruhestand, Experte für den Nahen Osten
- Nicholas Brody: Marine Sergeant
- Mike Faber: Ehemaliger Marine, enger Freund von Nicholas Brody
- Jessica Brody: Nicholas Brodys Ehefrau
- David Estes: Direktor des Counterterrorist Centers der CIA

## Handlung
Die Erstausstrahlung der ersten Staffel war vom 2. Oktober bis zum 18. Dezember 2011 auf dem US-amerikanischen Kabelsender Showtime zu sehen. Die deutschsprachige Erstausstrahlung sendete der deutsche Free-TV-Sender Sat.1 vom 3. Februar bis zum 21. April 2013.
| Nr. (ges.) | Nr. (St.) | Deutscher Titel  | Originaltitel        | Erstausstrahlung USA | Deutschsprachige Erstausstrahlung (D) | Regie              | Drehbuch                                    |
| --- | --------- | ---------------- | -------------------- | -------------------- | ------------------------------------- | ------------------ | ------------------------------------------- |
| 1 | 1         | Der Verdacht     | Pilot                | 2. Okt. 2011         | 3. Feb. 2013                          | Michael Cuesta     | Howard Gordon, Alex Gansa, Gideon Raff      |
| Carrie Mathison erhält von einem gefangenen Terroristen im Irak Informationen, aus denen sie schließt, dass ein gefangener amerikanischer Soldat mit Terroristen kooperiert. Einige Zeit später wird der seit acht Jahren vermisste Nicholas Brody, ein Sergeant der US Marines, von einem Kommando der Delta Force befreit. Mathison ist misstrauisch und glaubt, dass Brody mit den Terroristen zusammenarbeitet. Brody selbst wird begeistert empfangen. Seine Frau Jessica, die ein Verhältnis mit Nicholas’ bestem Freund eingegangen war, ist zunächst geschockt über die Nachricht, dass ihr Mann noch lebt. Sie bemüht sich aber, wieder ein möglichst normales Familienleben mit ihrem Mann und ihren beiden Kindern zu führen. Mathison, die an einer bipolaren Störung leidet und daher Clozapin einnimmt, kann ihre Vorgesetzten von ihrem Verdacht nicht überzeugen. Sie lässt daher illegal Kameras in Brodys Haus installieren und lässt ihn zudem überwachen, doch fehlt es an Beweisen für ihre Vermutung, wenngleich in Rückblenden klar wird, dass Brody mehrmals über die Zeit seiner Gefangenschaft gelogen hat. Am Ende der ersten Episode bemerkt sie, dass Brody bei Kameraauftritten mit seiner rechten Hand Signale zu geben scheint, und vermutet, dass er so Kontakt mit seiner Zelle aufzunehmen versucht. |           |                  |                      |                      |                                       |                    |                                             |
| 2 | 2         | Die Garage       | Grace                | 9. Okt. 2011         | 3. Feb. 2013                          | Michael Cuesta     | Alex Gansa & Alexander Cary                 |
| Brody gelingt es nur langsam, sich an sein Leben in den USA zu gewöhnen. Den Reportern, die sein Haus belagern, verweigert er zunächst jedes Interview. Auch mit dem Militär, das ihn für Propagandazwecke einsetzen will, und dem Krieg will er nichts mehr zu tun haben. Immer wieder überwältigen ihn Panikanfälle und Erinnerungen an seine Gefangenschaft, in der er offenbar gefoltert wurde, aber ebenso seinen Mitgefangenen selbst geschlagen hat. Mathison setzt ihre Überwachung fort, gedeckt von ihrem alten Freund und Mentor Saul Berenson, den sie allerdings zunächst über die Angelegenheit belogen hatte. Sie erfährt auch durch Lynne Reed, eine CIA-Quelle, dass der Terroristenführer Abu Nazir vor wenigen Tagen auf Zypern gesehen wurde. Am Ende der Episode sieht man Brody, der offenbar zum Islam konvertiert ist, heimlich beten, bevor er sich doch den Reportern stellt. |           |                  |                      |                      |                                       |                    |                                             |
| 3 | 3         | Die Halskette    | Clean Skin           | 16. Okt. 2011        | 10. Feb. 2013                         | Dan Attias         | Chip Johannessen                            |
| Die CIA überwacht durch Mathisons Kontakt Lynne Reed einen arabischen Prinzen, der Verbindung zu Abu Nazir hat. Doch kurz darauf wird Lynne ermordet. Mathison kommt schließlich dahinter, dass eine äußerst wertvolle Halskette, die Lynne von dem Prinzen als Geschenk erhalten hatte und die nach ihrer Ermordung verschwand, wohl zur Finanzierung eines Terroristen diente. In der Zwischenzeit baut Brody zu seiner Tochter Dana, die Jessica entfremdet ist und von deren Affäre mit Brodys Freund Mike Faber weiß, eine gute Beziehung auf. In einem Interview verrät Brody, die Terroristen hätten ihm während der Verhöre und Folterungen versucht einzureden, dass ihn alle aufgegeben hätten und er ganz allein sei. An den Folgen davon scheint er immer noch zu leiden, ebenso ist es ihm noch nicht möglich, ein unbefangenes intimes Verhältnis zu seiner Frau zu unterhalten. |           |                  |                      |                      |                                       |                    |                                             |
| 4 | 4         | Allein im Regen  | Semper I             | 23. Okt. 2011        | 17. Feb. 2013                         | Jeffrey Nachmanoff | Alex Gansa, Howard Gordon                   |
| Mathison ist gezwungen, das Überwachungssystem in Brodys Haus abzubauen. Sie findet die Spur eines von Abu Nazirs Männern, verliert diese aber bald wieder. Währenddessen droht Brody, der geschickt mit den Medien spielt, psychisch zusammenzubrechen. Auf Jessicas Drängen hin besucht er eine Selbsthilfegruppe von Veteranen, wo ihm Mathison direkt begegnet. |           |                  |                      |                      |                                       |                    |                                             |
| 5 | 5         | Die Klinge       | Blind Spot           | 30. Okt. 2011        | 24. Feb. 2013                         | Clark Johnson      | Alexander Cary                              |
| Einer der Terroristen, die Brody gefangen hielten, wird von den Amerikanern gefasst und von der CIA verhört. Brody wird um Mithilfe gebeten, die er auch leistet. Die Informationen führen Mathison zu dem Mann Abu Nazirs, den die CIA in der vorherigen Folge beschattet hatte; doch kann dieser schließlich entkommen. Als Brody den Wunsch äußert, mit dem Terroristen direkt zu sprechen, lehnt Mathison dies ab. Brody kann David Estes überzeugen, doch mit dem Mann zu reden, und es kommt zu einem Kampf zwischen ihm und Brody. Später wird der Terrorist tot aufgefunden. Mathison vermutet, dass Brody sowohl darin als auch in die Flucht des Schläfers von Abu Nazir verwickelt ist. |           |                  |                      |                      |                                       |                    |                                             |
| 6 | 6         | Lügen            | The Good Soldier     | 6. Nov. 2011         | 3. März 2013                          | Brad Turner        | Henry Bromell                               |
| Brody nimmt an dem Gottesdienst zum Gedächtnis an seinen Freund Thomas Walker teil, der mit ihm gefangen genommen wurde. In Rückblenden wird noch einmal gezeigt, wie Brody Walker während der Gefangenschaft auf Druck der Terroristen mehrmals schlug; nun wird er von den Erinnerungen daran geplagt. Während einer anschließenden Feier kommt es zum Streit zwischen Brody und Mike Faber. Mathison setzt durch, dass sich mehrere Personen, darunter auch Brody, einem Lügendetektortest unterziehen müssen. In der Nacht zuvor begegnen sich beide in einer Bar und verbringen anschließend die Nacht zusammen. Am nächsten Tag besteht Brody den Test, wobei er auch auf die Frage, ob er je seine Frau betrogen hat, gelassen mit „Nein“ antwortet. Berenson verfolgt währenddessen die Spur des in der Folge zuvor entkommenen Mannes (Faisal), der mit seiner Frau Aileen flieht. Faisal wird von Unbekannten erschossen, doch Aileen kann fliehen. |           |                  |                      |                      |                                       |                    |                                             |
| 7 | 7         | Die Hütte am See | The Weekend          | 13. Nov. 2011        | 10. März 2013                         | Michael Cuesta     | Meredith Stiehm                             |
| Brody und Mathison verbringen ein Wochenende in einer Waldhütte zusammen und kommen sich näher. Am Ende konfrontiert Mathison Brody mit ihrer Vermutung, dass ein amerikanischer Gefangener umgedreht wurde. Fast gleichzeitig wird Aileen, die sich nach Mexiko absetzen wollte, von Berenson in Gewahrsam genommen und identifiziert den Schläfer. Es handelt sich bei diesem jedoch nicht um Brody, sondern um dessen Kameraden aus dem Irak Tom Walker, den alle für tot hielten. Brody verlässt Mathison, die gleichzeitig von Berenson erfährt, dass ihr Verdacht falsch zu sein scheint. Brodys Familie droht währenddessen zu zerbrechen. |           |                  |                      |                      |                                       |                    |                                             |
| 8 | 8         | Kameraden        | Achilles Heel        | 20. Nov. 2011        | 17. März 2013                         | Tucker Gates       | Chip Johannessen                            |
| Nachdem die CIA weiß, dass Tom Walker am Leben ist und für die Terroristen arbeitet, macht sie Jagd auf ihn. Mit Hilfe von dessen Ehefrau wird Walker eine Falle gestellt, doch er kann im letzten Augenblick entkommen. Mathison macht sich Vorwürfe, dass sie Brody anscheinend zu Unrecht beschuldigt hat, und versucht sich bei ihm zu entschuldigen, doch dieser nimmt dies nicht an und versucht, sein Verhältnis zu Jessica zu klären. Politiker wollen Brody zudem als Kandidaten für das Repräsentantenhaus aufbauen (hier wird auf die Affäre um Anthony Weiner Bezug genommen). Nachdem er von Carrie erfahren hat, dass Tom Walker lebt, besucht er das Haus eines saudischen Diplomaten, der auch mit Walker in Verbindung stand und der offenbar Kontakt zu Abu Nazir hat. |           |                  |                      |                      |                                       |                    |                                             |
| 9 | 9         | Issa             | Crossfire            | 27. Nov. 2011        | 24. März 2013                         | Jeffrey Nachmanoff | Alexander Cary                              |
| Walker ist weiter auf der Flucht. Bei dem gescheiterten Versuch seiner Festnahme kommt es zu einem Feuergefecht in einer Moschee; in der Öffentlichkeit werden daraufhin schwere Vorwürfe gegen die Ermittlungsbehörden geäußert. Brody, der seine Verbindung zu Abu Nazir trennen wollte, wird von Terroristen überfallen und zusammengeschlagen. Ihm wird eine Droge injiziert, so dass er noch einmal die Zeit seiner Gefangenschaft durchlebt. In diesen Szenen wird nun klar, wie er rekrutiert wurde, wobei die Terroristen unter anderem seine Gefühle benutzten, er aber den letzten Schritt aus Überzeugung tat. Er scheint widerwillig zu beschließen, doch wieder für die Terroristen aktiv zu werden, und kehrt zu Jessica zurück. |           |                  |                      |                      |                                       |                    |                                             |
| 10 | 10        | Der Kandidat     | Representative Brody | 4. Dez. 2011         | 7. Apr. 2013                          | Guy Ferland        | Henry Bromell                               |
| Mathison und Berenson identifizieren Tom Walkers Kontaktmann, der jedoch diplomatische Immunität genießt. Um den Mann zur Kooperation zu zwingen, benutzt Mathison schließlich dessen Tochter als Druckmittel. Bei einem Treffen in Washington erscheint jedoch nicht Walker, sondern ein anderer Mann, der dort von Walker in die Luft gesprengt wird, wobei auch Mathison verletzt wird. Brody wird währenddessen vom Vizepräsidenten gebeten, für das Abgeordnetenhaus zu kandidieren und den Platz des zurückgetretenen Richard Johnson einzunehmen. Brody sagt zu, wie auch Abu Nazir gehofft hatte, wenngleich Jessica von dem zusätzlichen Druck auf die Familie nicht begeistert ist. |           |                  |                      |                      |                                       |                    |                                             |
| 11 | 11        | Die Weste        | The Vest             | 11. Dez. 2011        | 14. Apr. 2013                         | Clark Johnson      | Chip Johannessen, Meredith Stiehm           |
| Mathison erholt sich von ihren Verletzungen, wenngleich sie deutlich psychischen Stress zeigt, den auch Berenson erkennt. Dieser hilft ihr dennoch, ihre Theorie vom Aufbau des Terrornetzwerks zu überprüfen. Brody verbringt ein Wochenende mit seiner Familie in Gettysburg; dabei scheint die Familie zum ersten Mal seit langer Zeit wieder einigermaßen intakt zu sein. Nachdem sie gemeinsam den Schauplatz der Schlacht von Gettysburg besichtigt haben, geht die Familie in einen Diner essen. Von einem Arabisch sprechenden Mann bekommt Brody eine Sprengstoffweste und die Erklärung, wie diese zu handhaben ist. Im Diner wird er von anwesenden Gästen erkannt und ein Mann verspricht Brody, ihn bei der anstehenden Wahl zu wählen. Unterdessen gelingt es Berenson, vertrauliche Dokumente über Abu Nazir, die sich chaotisch in Mathisons Wohnung stapeln, zu sortieren, woraufhin Mathison tags darauf eine Theorie entwickelt. Unter Medikamenteneinfluss und in der Euphorie eines weiteren Fortschritts weiht sie Brody telefonisch ein, den sie für ihren Verbündeten hält. Geistesgegenwärtig erkennt Brody die Situation und informiert Direktor Estes über die illegale Überwachungsaktion sowie die gemeinsame Affäre. Daraufhin entbindet Estes Mathison vom Dienst. |           |                  |                      |                      |                                       |                    |                                             |
| 12 | 12        | Marine One       | Marine One           | 18. Dez. 2011        | 21. Apr. 2013                         | Michael Cuesta     | Alex Gansa, Howard Gordon, Chip Johannessen |
| Tom Walker verschafft sich nachts heimlich Zugang zu einer Wohnung, die in Reichweite des Außenministeriums liegt, wo am nächsten Tag ein Treffen stattfinden soll, an dem auch Brody und der Vizepräsident teilnehmen. Mit drei Schüssen, von denen ein Schuss Elizabeth Gaines tödlich verwundet, sorgt Walker dafür, dass Panik ausbricht und Brody in der allgemeinen Hektik, trotz Sprengstoffweste am Körper, durch die Sicherheitsüberprüfung gelangt und gemeinsam mit dem Vizepräsidenten und anderen hochrangigen Personen gemäß Protokoll in einen sicheren Raum gebracht wird. Unterdessen fährt Carrie Mathison, die Augenzeugin der Schüsse wird und die Zusammenhänge der Schießerei erkennt, zu Brodys Haus und versucht Dana zu überzeugen, ihren Vater von der Zündung der Weste abzuhalten. Stattdessen alarmiert diese die Polizei und Mathison wird in Gewahrsam genommen. Währenddessen versucht Brody eine erste Zündung, die allerdings fehlschlägt, woraufhin er sich auf die Toilette zurückziehen muss, um den Zünder neu einzustellen. Nach seiner Rückkehr ist er kurz davor, erneut zu zünden, als ihn Dana anruft und anfleht, nach Hause zu kommen, was er ihr auch verspricht. In der Zwischenzeit kommt Saul Berenson an Details hinter dem Drohneneinsatz, bei dem Abu Nazirs Sohn Issa sein Leben verlor. Er kann beweisen, dass u. a. Estes direkt am Abschussbefehl beteiligt war, und droht damit, diese brisanten Informationen zu veröffentlichen. Am Abend kommt es zu einem ersten Treffen zwischen Brody und Walker seit deren Gefangennahme. Brody erklärt, dass die Sprengstoffweste versagt habe und er zukünftig das Weiße Haus von innen heraus infiltrieren will; durch Walden habe er direkten Zugang zum Zentrum der Macht. Abu Nazir, der telefonisch mitgehört hat, stimmt dem Plan zu und lässt Walker durch Brody erschießen. Nachdem Mathison aus dem Polizeigewahrsam entlassen wird, trifft sie Brody, der ihr unmissverständlich befiehlt, sich zukünftig von ihm und seiner Familie fernzuhalten, wofür er auf Erstattung einer Anzeige wegen Mathisons ungebetenen Besuchs zu Hause verzichten werde. Mathison hatte er bereits bei Estes denunziert. Daraufhin unterzieht sich Mathison auf eigenen Wunsch einer drastischen Elektrokonvulsionstherapie, von der sie sich eine Heilung bzw. Linderung ihrer psychotischen Störung verspricht. Kurz bevor Mathison infolge der Narkosemittel das Bewusstsein verliert, erkennt sie den Zusammenhang zwischen Brody und Abu Nazirs Sohn Issa. Ihre Behandlung bringt jedoch den Verlust des Kurzzeitgedächtnisses mit sich. |           |                  |                      |                      |                                       |                    |                                             |